# Joost Herman van Lippe-Biesterfeld

Joost Hermann van Lippe-Biesterfeld (Detmold, 9 februari 1625 — Biesterfeld bij Rischenau, gem. Lügde, 6 juli 1678) was graaf van Lippe, Sternberg en Schwalenberg.
Hij was de jongste zoon van graaf Simon VII (1587-1627) uit diens tweede huwelijk met gravin Maria Magdalena van Waldeck-Wildungen (1606-1671) en wordt, door het bouwen tussen 1654 en 1665 van het (in 1820 op de watermolen, enkele schuren en de brouwerij na gesloopte) herenhuis Biesterfeld, beschouwd als grondlegger van de Lijn van Lippe-Biesterfeld.
Al zijn kinderen voerden de naam graaf of gravin van Lippe-Biesterfeld.

## Kinderen
Uit het op 10 oktober 1654 gesloten huwelijk van Joost Herman met Elisabeth Juliane van Sayn-Wittgenstein (4 oktober 1634 - 23 juni 1689) zijn twintig kinderen geboren:
- Simon Johan (7 juli 1655 - 8 mei 1656)
- Juliane Elisabeth (15 juni 1656 - 29 april 1709)
- Johan August (15 oktober 1657 - 9 september 1709)
- Sofie Charlotte (16 september 1658 - 25 april 1672)
- Simon Christiaan (8 oktober 1659 - 9 november 1660)
- Theodor Adolf (22 oktober 1660 - 9 maart 1709)
- Maria Christine (12 februari 1662 - 14 juni 1710)
- een levenloos geboren zoon (10 juni 1663)
- Christiane Ernestine (12 juli 1664 - 28 december 1686)
- Anna Auguste (14 september 1665 - 25 augustus 1730)
- Johann Friedrich ( 6 november 1666 - 21 februari 1712)
- Magdalene Emilie (30 november 1667 - 25 juni 1677)
- Concordia Dorothea (18 december 1668 - 25 juni 1677)
- George Lodewijk Johann ( 12 januari 1670 - 22 januari 1693)
- Rudolf Ferdinand (17 maart 1671 - 12 juni 1736)
  - Rudolf Ferdinand is de voorouder van Bernhard van Lippe-Biesterfeld
- Willem Christiaan (november 1672 - 6 mei 1674)
- Simon Christiaan (4 maart 1674 - 23 juni 1677)
- Elisabeth Charlotte (21 maart 1675 - 22 augustus 1676)
- Sofie Juliane (6 december 1676 - 2 juni 1705)
- Justine Hermine (20 mei 1679 - 15 juni 1704)